# Hypomenia
Hypomenia is een geslacht van wormmollusken uit de  familie van de Pruvotinidae.

## Soorten
- Hypomenia nierstraszi van Lummel, 1930
- Hypomenia sanjuanensis Kocot & Todt, 2014